# Zsombor Piros
Zsombor Piros (Budapest, 13 ottobre 1999) è un tennista ungherese.
Tra gli juniores ha vinto due titoli del Grande Slam e ha raggiunto la 3ª posizione del ranking mondiale. Da professionista si è distinto in singolare, specialità in cui ha vinto alcuni titoli nei circuiti minori e si è spinto fino al 106º posto del ranking ATP nel marzo 2024.

## Carriera

### Junior
Piros gioca nell'ITF Junior Circuit tra il 2014 e il 2017, e raggiunge la terza posizione del ranking mondiale juniores il 4 settembre 2017, anno in cui si impone in singolare nel torneo giovanile degli Australian Open e in doppio al Roland Garros in coppia con Nicola Kuhn. Nel periodo da juniores vince altri due tornei in singolare, tra cui l'ultimo disputato al Campionato europeo, torneo di Grade B1 svoltosi in Svizzera.

### 2015-2017: inizi tra i professionisti
Fa il suo esordio tra i professionisti in un torneo ITF nel settembre 2015 e inizia a giocare con buona continuità verso la fine del 2016. Nel febbraio 2017 debutta con una sconfitta in un torneo del circuito Challenger a Budapest. Ad agosto disputa la prima finale da professionista al torneo ITF Hungary F6 di Budapest e viene sconfitto da Enrique López-Pérez. Perde la finale anche la settimana successiva all'Hungary F7.

### 2018: debutto in Coppa Davis
Partecipa per la prima volta alle qualificazioni di un torneo del Grande Slam agli Australian Open, vincendo il primo match contro Facundo Bagnis e perdendo poi contro Bjorn Fratangelo in due set. Debutta in Coppa Davis battendo Julien Cagnina nell'ultimo e ininfluente match di primo turno del Gruppo Mondiale, perso contro il Belgio.
Ad aprile debutta nell'ATP Tour grazie alla wild card per il torneo di Budapest e viene sconfitto al primo turno da Michail Južnyj con un doppio 6-3. A giugno conquista nella capitale ungherese il primo titolo ITF, alla quarta finale in carriera. Nei Play Off di Coppa Davis contro la Repubblica Ceca ottiene nell'incontro inaugurale la sua prima vittoria contro un top 100, Jiří Veselý, ma perde l'ultimo e decisivo match contro Lukáš Rosol.

### 2019 - 2020
Nel 2019 torna a giocare in Coppa Davis, che si disputa con la nuova formula, per la sfida contro la Germania valida per le qualificazioni alla fase finale e nel match inaugurale perde in tre set contro Philipp Kohlschreiber. Nel corso della stagione gioca con maggiore continuità nei tornei Challenger e ad agosto disputa la prima semifinale di categoria, persa a Cordenons contro Christopher O'Connell. Nel 2020 vince il secondo titolo ITF ad Antalya battendo in finale per 4–6, 6–4, 6–3 Carlos Alcaraz.

### 2021: fase finale di Coppa Davis
Tra luglio e settembre vince altri tre titoli ITF e in questo periodo abbandona i tornei ITF per concentrarsi sui Challenger. A novembre raggiunge la prima finale Challenger a Bratislava approfittando del ritiro di Stefano Travaglia nel secondo set della semifinale; viene però superato da Tallon Griekspoor per 3-6, 2-6. 
Torna a difendere i colori della squadra ungherese nelle Finali di Davis conquistando due prestigiose vittorie nel Round Robin, le uniche degli ungheresi nel girone, prima contro l'australiano John Millman poi con l'ex numero 3 del mondo, il croato Marin Čilić, trentesimo nel ranking ATP al momento dell'incontro.

### 2022: primi titoli Challenger
Inizia il 2022 raggiungendo la semifinale nei primi due Forlì Challenger della stagione. Ad aprile disputa a Spalato la sua seconda finale Challenger ed è costretto al ritiro nel corso del match contro Christopher O'Connell; con questo risultato entra per la prima volta nella top 200 del ranking. Torna a giocare nelle qualificazioni del Grande Slam al Roland Garros e a Wimbledon, e in entrambi i tornei viene eliminato nel turno decisivo. Vince il suo primo titolo Challenger in carriera al successivo torneo di Tampere battendo in finale Harold Mayot per 6-2, 1-6, 6-4. Si ripete in ottobre al Challenger di Gwangju con il successo in finale in due set su Emilio Gómez, risultato con cui sale al 138º posto mondiale.

### 2023: due titoli Challenger
L'unico risultato importante nei primi tre mesi del 2023 è il successo a inizio febbraio sul nº 45 del mondo Benjamin Bonzi nella qualificazione di Coppa Davis persa 3-2 contro la Francia. Si riscatta ad aprile vincendo due tornei consecutivi, il Challenger 75 di Spalato e il Challenger 125 di Oeiras, sconfiggendo nelle rispettive finali Norbert Gombos e Juan Manuel Cerúndolo. Eliminato nelle qualificazioni al Roland Garros (primo turno) e a Wimbledon (terzo turno), a luglio raggiunge la 109ª posizione del ranking ATP e vince il primo match in stagione a livello ATP a Umago, superando il numero 5 del seeding O'Connoll per 6-3, 6-4 prima di perdere contro la wild card croata Prižmić agli ottavi.

### 2024-2025: due titoli Challenger, 106º e crollo nel ranking
Nel febbraio 2024 si aggiudica il titolo al Challenger Cherbourg-La Manche con il successo in finale su Matteo Martineau e a marzo sale al 106º posto mondiale. Dopo la sconfitta in finale al Challenger di Spalato subisce altre sette sconfitte consecutive comprese quelle nelle qualificazioni del Roland Garros e a Wimbledon. Nel prosieguo della stagione non va oltre una semifinale Challenger e a settembre scende al 250º posto ATP. L'unico risultato di rilievo nei primi mesi del 2025 è la finale persa in gennaio al Challenger Oeiras indoor II e perde altre posizioni nel ranking.
A maggio torna a vincere un torneo dopo oltre un anno al Challenger 75 di Ostrava e si ripete vincendo anche il successivo Challenger 75 del Tunis Open.

## Statistiche
Aggiornate al 18 maggio 2025.

### Tornei minori

#### Singolare

##### Vittorie (12)
| Legenda tornei minori         |
| Challenger (7)                |
| Futures/World Tennis Tour (5) |

| N.  | Data             | Torneo                                    | Superficie    | Avversario in finale  | Punteggio      |
| 1.  | 24 giugno 2018   | Hungary F5, Budapest                      | Terra rossa   | Dragos Dima           | 6-3, 6-2       |
| 2.  | 2 febbraio 2020  | M15 Antalya                               | Terra rossa   | Carlos Alcaraz        | 4-6, 6-4, 6-3  |
| 3.  | 18 luglio 2021   | M15 Doboj                                 | Terra battuta | Péter Fajta           | 6-3, 6-2       |
| 4.  | 8 agosto 2021    | M25 Grodzisk Mazowiecki                   | Terra rossa   | Shintaro Mochizuki    | 6-3, 7–6(3)    |
| 5.  | 5 settembre 2021 | M25 Ricany                                | Terra rossa   | Yshai Oliel           | 6-3, 3-6, 6-3  |
| 6.  | 23 luglio 2022   | Tampere Open, Tampere                     | Terra rossa   | Harold Mayot          | 6-2, 1-6, 6-4  |
| 7.  | 9 ottobre 2022   | Gwangju Open, Gwangju                     | Cemento       | Emilio Gómez          | 6-2, 6-4       |
| 8.  | 16 aprile 2023   | Split Open, Spalato                       | Terra rossa   | Norbert Gombos        | 7–6(2), 7–6(9) |
| 9.  | 23 aprile 2023   | Oeiras Challenger, Oeiras                 | Terra rossa   | Juan Manuel Cerúndolo | 6-3, 6-4       |
| 10. | 18 febbraio 2024 | Challenger Cherbourg-La Manche, Cherbourg | Cemento (i)   | Matteo Martineau      | 6-3, 6-4       |
| 11. | 4 maggio 2025    | Ostrava Open Challenger                   | Terra rossa   | Hady Habib            | 6-3, 6-2       |
| 12. | 18 maggio 2025   | Tunis Open, Tunisi                        | Terra rossa   | Titouan Droguet       | 7-5, 7-6(3)    |

##### Finali perse (7)
| Legenda tornei minori         |
| Challenger (4)                |
| Futures/World Tennis Tour (3) |

| N. | Data             | Torneo                     | Superficie  | Avversario in finale  | Punteggio     |
| 1. | 27 agosto 2017   | Hungary F6, Budapest       | Terra rossa | Enrique López-Pérez   | 3-6, 0-6      |
| 2. | 3 settembre 2017 | Hungary F7, Kecskemet      | Terra rossa | Markus Eriksson       | 6-4, 4-6, 3-6 |
| 3. | 18 febbraio 2018 | Egypt F5, Sharm El Sheikh  | Cemento     | Tom Jomby             | 2-6, 4-6      |
| 4. | 14 novembre 2021 | Slovak Open II, Bratislava | Cemento (i) | Tallon Griekspoor     | 3-6, 2-6      |
| 5. | 24 aprile 2022   | Split Open, Spalato        | Terra rossa | Christopher O'Connell | 3-6, 0-2 rit. |
| 6. | 14 aprile 2024   | Split Open, Spalato        | Terra rossa | Jozef Kovalík         | 4-6, 7-5, 5-7 |
| 7. | 19 gennaio 2025  | Oeiras indoor II           | Cemento (i) | Aleksandar Kovacevic  | 4-6, 6(4)-7   |